# Canton de Marseille-Le Camas
Le canton de Marseille-Le Camas est une ancienne division administrative française située dans le département des Bouches-du-Rhône, dans l'arrondissement de Marseille. Ancien canton de Marseille VII

## Composition
Le canton de Marseille-Le Camas se composait d’une fraction de la commune de Marseille. Il comptait 29 581 habitants (population municipale) au 1er janvier 2012.
| Nom                                     | Code Insee | Intercommunalité                   | Population (dernière pop. légale)                |
| --------------------------------------- | ---------- | ---------------------------------- | ------------------------------------------------ |
| Marseille 5e Arrondissement (chef-lieu) | 13055      | Métropole d'Aix-Marseille-Provence | Fraction : 29 581(2012) Commune : 862 211 (2016) |

Les quartiers de Marseille inclus dans le canton (partie du 5e arrondissement) sont :
- Saint-Pierre
- La Conception
- Le Camas
- La Plaine

## Représentation
Le canton fut créé en 1886, comme partie de l'ancien 5e canton

### Conseillers généraux de 1886 à 2015
| Période      | Période          | Identité                     | Étiquette         | Qualité |
| ------------ | ---------------- | ---------------------------- | ----------------- | --- |
| 1886         | 1892             | Gustave Sylvestre            | Républicain       | Fabricant de savons, conseiller municipal de Marseille                                                                                |
| 1892         | 1894 (démission) | Maximilien Carnaud           | Socialiste        | Garçon de courses puis instituteur à Marseille Adjoint au Maire de Marseille Député (1894-1910)                                       |
| 1894         | 1901             | Siméon Flaissières           | Socialiste        | Médecin dans le quartier d'Endoume Maire de Marseille (1892-1902 et 1919-1931) Sénateur (1906-1930)                                   |
| 1901         | 1907             | Jules Deschavanne            | Socialiste modéré | Minotier, conseiller municipal de Marseille                                                                                           |
| 1907         | 1928 (décès)     | Clément Lévy (1853-1928)     | SFIO              | Chirurgien-dentiste Adjoint au Maire de Marseille (1900-1910) Maire de Marseille (1910)                                               |
| 1928         | 1940             | Louis Villecroze (1876-1953) | SFIO              | Jardinier, conseiller d'arrondissement                                                                                                |
|              |                  |                              |                   | |
| 1945         | 1955 (décès)     | Jean Labro (1897-1955)       | PCF               | Ouvrier tuilier, conseiller municipal de Marseille                                                                                    |
| 1955         | 1962 (décès)     | Charles Susini               | PCF               | Commis aux douanes |
| 24 juin 1962 | 1973             | Yvon Guichard (1921-1989)    | PCF               | Instituteur Conseiller municipal de Marseille Suppléant du député François Billoux (1962-1967)                                        |
| 1973         | 1985             | Irma Rapuzzi                 | PS                | Institutrice Sénatrice (1959-1989) Adjointe au maire de Marseille                                                                     |
| 1985         | 1998             | Jean-François Mattei         | UDF               | Médecin Suppléant de Jean-Claude Gaudin (1988-1989) Député (1989-2002) Conseiller municipal de Marseille                              |
| 1998         | 2011             | Antoine Rouzaud              | PRG               | Vice-Président du Conseil Général Conseiller municipal de Marseille (2001-2014)                                                       |
| 2011         | 2015             | Marine Pustorino             | UMP               | Conseillère municipale de Marseille (2008-2014) Adjointe au maire de Marseille (2014-2020) (Eclairage Public, Energies renouvelables) |

### Conseillers d'arrondissement (de 1886 à 1940)
| Période                                  | Période          | Identité                     | Étiquette       | Qualité |
| ---------------------------------------- | ---------------- | ---------------------------- | --------------- | --- |
| 1886                                     | 1888 (démission) | Jean-Baptiste Rollandin      | Républicain     | Négociant, conseiller municipal de Marseille                                                                            |
| 1888                                     | 1892             | Albert Gal                   |                 | Représentant de commerce, ancien conseiller municipal de Marseille                                                      |
| 1892                                     | 1901             | Jean-Baptiste Laplace        | Républicain     | Président du Conseil d'arrondissement                                                                                   |
| 1901                                     | 1904             | Joseph Caillol               | Socialiste      | Capitaine de l'octroi, Président du Conseil d'arrondissement                                                            |
| 1904                                     | 1919             | Léon Chauchard (1869-1967)   | Socialiste SFIO | Instituteur public, Président du Conseil d'arrondissement                                                               |
| 1919                                     | 1928             | Louis Villecroze (1876-1953) | SFIO            | Jardinier |
| 1928                                     | 1940             | Gustave Questan (1882-1965)  | SFIO            | Conseiller municipal du 2ème secteur de Marseille, adjoint au maire de Marseille, Président du Conseil d'arrondissement |
| 1940                                     |                  |                              |                 | Les conseils d'arrondissement ont été suspendus par la loi du 12 octobre 1940 et n'ont jamais été réactivés             |
| Les données manquantes sont à compléter. |                  |                              |                 | |

## Galerie
|  |  |

## Démographie
| 1982 | 1990   | 1999   | 2006   | 2011   | 2012   |
| ---- | ------ | ------ | ------ | ------ | ------ |
| -    | 29 392 | 29 482 | 28 483 | 29 584 | 29 581 |